# Lisette Malidor
Lisette Malidor (Martinica, 14 maggio 1944) è una ballerina, attrice, cantante e meneuse de revue francese.

## Biografia
Assunta da un notaio di Pontoise come ragazza alla pari, lasciò la Martinica per la metropoli all'età di 14 anni.
Dal 1961 intraprese piccoli lavori e seguì corsi di estetista-manicure. Venne assunta nel 1967 da un parrucchiere in rue Milton a Parigi.
Nel 1970, contemporaneamente al suo lavoro presso il parrucchiere, lavorò come commessa di programmi serali al Casino de Paris. Fu lì che il coreografo Roland Petit, che dirigeva la sala di spettacolo dal marzo 1970, la notò e le offrì un'audizione. Prese lezioni di ballo e si unitì al Casino.
Nel 1973 le viene affidato il ruolo di  meneuse de revue in Zizi je t'aime!, spettacolo creato nel dicembre 1971 con Zizi Jeanmaire. La fama è immediata e i giornali la paragonano a una "nuova Joséphine Baker", che conobbe personalmente e cui rese omaggio a con uno spettacolo musicale di sua concezione, presentato al teatro Jean-Vilar (Suresnes) per la stagione 2010-2011.
Dopo che Roland Petit dichiarò fallimento al Casino de Parisnel nel 1975, proseguì la sua carriera al Moulin Rouge (1976-1979) e alle Folies Bergère (1983-1985).
Henri Betti e Serge Gainsbourg, scrissero delle canzoni per lei.
Alla fine della sua carriera di ballerina, si dedicà al cinema ed apparendo una dozzina di film, tra cui La Truite di Joseph Losey. Si è anche deidicata al teatro.
Nel 2019 recitò nel film Mon frère - Tutto per mio fratello, diretto da Julien Abraham, distribuito da BAC Films e dalla piattaforma Netflix, impersonando la nonna del protagonista.

## Filmografia
- Zoo zéro de Alain Fleischer (1979)
- Le Roi des cons regia di Claude Confortès (1981)
- La Truite regia di Joseph Losey (1982)
- Ronde de nuit regia di Jean-Claude Missiaen (1984)
- Contrainte par corps regia di Serge Leroy (1988)
- Siméon regia di Euzhan Palcy (1992)
- Ne quittez pas ! regia di Arthur Joffé (2004)
- Goltzius et la Compagnie du Pélican (Goltzius and the Pelican Company) de Peter Greenaway (2011)
- Les Milandes: le troisième amour de Joséphine Baker, documentario televisivo di Marie-Chritine Gambart (2013)
- Mon frère - Tutto per mio fratello (Mon frère), regia di Julien Abraham (2019)

## Discografia
- 1974 - Ce soir au Casino, di Lisette Malidor (45 giri SP Vampyr/BASF distribution)
- 1978 - Le Temps des cerises, di Lisette Malidor (45 giri SP Polydor)
- 1986 - Orchidée noire, di Lisette Malidor (45 giri SP Off the Trax Records/Musidisc distribution)